# Gare de Greenwich
La gare de Greenwich  (en anglais : Greenwich railway station) est une gare ferroviaire de la Greenwich line (en), située sur la Greenwich High Road à Greenwich dans le borough royal de Greenwich sur le territoire du Grand Londres.
C'est une gare du Network Rail, et un monument classé de Grade II.